# Nemophas helleri
Nemophas helleri är en skalbaggsart som beskrevs av Hauser 1905. Nemophas helleri ingår i släktet Nemophas och familjen långhorningar. Inga underarter finns listade i Catalogue of Life.